# Бентонія (Міссісіпі)
Бентонія (англ. Bentonia) — місто (англ. town) в США, в окрузі Язу штату Міссісіпі. Населення — 319 осіб (2020).

## Географія
Бентонія розташована за координатами 32°38′37″ пн. ш. 90°22′9″ зх. д. / 32.64361° пн. ш. 90.36917° зх. д. (32.643598, -90.369193).  За даними Бюро перепису населення США в 2010 році місто мало площу 3,69 км², уся площа — суходіл.

## Демографія
Згідно з переписом 2010 року, у місті мешкало 440 осіб у 173 домогосподарствах у складі 111 родини. Густота населення становила 119 осіб/км².  Було 195 помешкань (53/км²).
Расовий склад населення:
| - 65,2 % — білих - 33,9 % — чорних або афроамериканців |

До двох чи більше рас належало 0,7 %. Частка іспаномовних становила 0,5 % від усіх жителів.
За віковим діапазоном населення розподілялося таким чином: 27,0 % — особи молодші 18 років, 58,0 % — особи у віці 18—64 років, 15,0 % — особи у віці 65 років та старші. Медіана віку мешканця становила 36,6 року. На 100 осіб жіночої статі у місті припадало 84,9 чоловіків;  на 100 жінок у віці від 18 років та старших — 75,4 чоловіків також старших 18 років.
Середній дохід на одне домашнє господарство  становив 45 359 доларів США (медіана — 37 396), а середній дохід на одну сім'ю — 53 310 доларів (медіана — 44 219). За межею бідності перебувало 27,8 % осіб, у тому числі 41,4 % дітей у віці до 18 років та 5,6 % осіб у віці 65 років та старших.
Цивільне працевлаштоване населення становило 175 осіб. Основні галузі зайнятості: освіта, охорона здоров'я та соціальна допомога — 22,9 %, мистецтво, розваги та відпочинок — 13,1 %, сільське господарство, лісництво, риболовля — 12,6 %.